# La Barre-de-Semilly

La Barre-de-Semilly este o comună în departamentul Manche, Franța. În 1 ianuarie 2022 avea o populație de 1.033 de locuitori.